# Atea (község)
Atea egy község Spanyolországban,  Zaragoza tartományban. Atea Used, Cubel, Acered, Montón, Villafeliche, Murero, Manchones és Orcajo községekkel határos. Lakosainak száma 136 fő (2024).

## Népesség
A település lakosságának változását az alábbi diagram mutatja:
| Lakosok száma | 228  | 180  | 157  | 130  | 152  | 155  | 145  | 151  | 141  | 136  |
|               | 2001 | 2004 | 2007 | 2009 | 2012 | 2014 | 2017 | 2019 | 2022 | 2024 |